# Thymus indigirkensis
{{#ifeq:0|0|{{#if:|{{#if:Thymusindigirkensis|[[]}}|}}}}
Thymus indigirkensis — вид рослин родини глухокропивові (Lamiaceae), ендемік Сибіру (Красноярськ, Якутська).

## Опис
Рослина 1–5 см. Листки від еліптичних до субкулястих, 4–9 мм; з обох боків запушені, коротко черешкові. Суцвіття головчасте, щільне; чашечка залозисто-волосата; віночок запушений, бузково-рожевий.

## Поширення
Ендемік Сибіру (Красноярськ, Якутськ).